# 城﨑雅文
城﨑 雅文（きざき まさふみ、1971年〈昭和46年〉6月14日 - ）は、日本の政治家。京都府宮津市長（2期）。元宮津市議会議員（1期）。

## 来歴
京都府宮津市出身。舞鶴工業高等専門学校機械科卒業。卒業後の1993年10月に、西陣帯の製造を行う城﨑織物に入社。のちに3代目代表。
2014年（平成26年）、宮津市議会議員選挙に立候補し初当選した。
2018年（平成30年）6月17日告示、6月24日執行の宮津市長選挙に自民党・公明党の推薦を受けて立候補。無投票により初当選した。7月2日、市長就任。
2022年（令和4年）6月19日投開票の市長選で再選。